# François Desmoulins
François Desmoulins est un maître écrivain français, actif au début du XVIIe siècle.

## Biographie
Il est né à Moulins en 1570 et s'est établi là comme maître écrivain et maître d'écriture. Après la parution d'un premier recueil en 1615, il semble s'être déplacé vers Lyon, où il publie en 1625 un autre tirage de son ouvrage, puis passe à Paris, où il se fait recevoir dans la Communauté des maîtres écrivains, à une date inconnue (Mediavilla suppose qu'il habitait le fauxbourg Saint-Germain). Il est mort en 1650.

## Œuvres gravées
- Le Paranimphe de l'escriture ronde financière & italienne de nouvelle formes promptes et de tres bon services enrichies de divers traictz des inventions de François Desmoulins escrivain, le tout faict & gravé par luy mesme à Molins en Bourbonnois le second jour de janvier 1615. Moulins : 1615. 4° obl., 30 f. gr. en taille-douce (Chicago NL).
- Le Paranimphe de l'escriture ronde financière et italienne de nouvelle forme prompte et de très bon service enrichies de divers traictz des inventions de François Desmoulins escrivain, le tout faict & gravé par luy mesme à Molins en Bourbonnois le second jour de janvier 1615.... Lyon : C. Savary et B. Gaultier exc., 1625. Dédicace à Charles Ier de Mantoue, duc de Nivernais. 4° obl., 30 f. gr. en taille-douce. Contient aussi les portraits de Louis XIII et d'Anne d'Autriche, au trait de plume. (Paris INHA, Paris BNF (Est.), London BL, Zürich Kunstgewerbe Museum). Cat. Destailleur n° 848, Morison 1962 n° 52 avec 5 pl. repr.
- Le Paranimphe de l'escriture ronde financière et italienne de nouvelle forme prompte et de très bon services enrichies de divers traictz des inventions de François Desmoulins Escrivain le tout faict & gravé par luy mesme. A Moulins en Bourbonnois le second jour de janvier 1644... Lyon : [1644]. 4° obl., 26 pl. (Chicago NL).
- Deux planches extraites d'un de ces recueils se voient dans Peignot 1983 p. 55 et 58.